# Antoni Montesinos i Millo
Antoni Montesinos i Millo (Carlet, 3 de juliol de 1754 - València, 7 d'agost de 1822) va ser un músic valencià, mestre de capella del Reial Col·legi del Corpus Christi de València. Ingressà com a petit cantor a la catedral de València el 1766, on es va formar sota el mestratge de Francesc Morera i Cots i de Rafael Anglès i Herrero. Tres anys després, va ser nomenat membre del cor, acòlit el 1772, i el 1779 va substituir el segon organista, i a hores d'ara la seua obra Calix benedictionis dedicada al Sant Calze encara s'intrepreta. El 1786 fou nomenat mestre de capella a Castelló de la Plana, i el 1787 succeí a Manuel Just com a mestre de la capella musical del Patriarca, lloc que ocuparia fins a la seua mort i on va tenir alumnes com Lambert Plasència i Valls. En l'arxiu d'aquesta institució se'n conserven divuit composicions vocals, entre les quals destaca la Missa a quatre i vuit veus que va compondre el 1796, amb motiu de la beatificació de sant Joan de Ribera pel papa Pius VI. L'estil, la instrumentació i les melodies d'aquesta obra recorden (tot i la diferència de gèneres) la música de Martín i Soler, que també havia passat d'infant pel cor de la catedral de València i que per aquella època ja havia triomfat a Viena. Montesinos, en canvi, no va eixir de la seua ciutat, però esbossà les noves tendències combinant l'herència del barroc amb passatges d'un estil operístic, amb tots els components propis d'una orquestra clàssica de finals del segle xviii.